# Камостек
Камостек (пол. Kamostek) — село в Польщі, у гміні Сендзейовиці Ласького повіту Лодзинського воєводства.
Населення — 300 осіб (2011).
У 1975-1998 роках село належало до Серадзького воєводства.

## Демографія
Демографічна структура станом на 31 березня 2011 року:
|          | Загалом | Допрацездатний вік | Працездатний вік | Постпрацездатний вік |
| -------- | ------- | ------------------ | ---------------- | -------------------- |
| Чоловіки | 153     | 40                 | 95               | 18                   |
| Жінки    | 147     | 26                 | 80               | 41                   |
| Разом    | 300     | 66                 | 175              | 59                   |